# Max Gerntke
Max Gerntke (* 17. Juli 1895 in Hamburg; † 4. Mai 1964 ebenda) war ein deutscher Architekt, Künstler und Designer.

## Leben und Wirken
Max Gerntke absolvierte eine Lehre als Maurer und besuchte die Hamburger Baugewerkschule. Danach studierte er an der Hamburger Kunstgewerbeschule, insbesondere bei Hermann Maetzig und Johann Michael Bossard. Ab 1922 arbeitete er als freier Architekt. Gemeinsam mit Heinrich Esselmann hatte er von 1925 bis 1932 eine Büro-Sozietät. Während dieser Zeit entstanden Gerntkes kreativste Bauten, die insbesondere in Altona zu finden sind.
Gerntke erhielt seine Ideen insbesondere von seinem Lehrer Bossard, der mit der Kunststätte Bossard in Lüllau seinen eigenen expressionistischen Kunsttempel baute. Der Architekt gestaltete Privatbauten nach eigener Fantasie erregt und kristallin. Er übersteigerte die Proportionen und streckte die Bauglieder, behielt aber immer Bezüge zu althergebrachter ländlicher niederdeutscher Bauweise bei. Dabei griff er Gestaltungsformen Bernhard Hoetgers und mitunter Fritz Högers auf. Zu den mittelgroßen Villen, die während dieser Zeit in Hamburger Vororten gebaut wurden, gehört 1922 das Ensemble Gottorpstraße 3–7, das ländliche Verzierungen aufweist. Ein Jahr später entstanden die Häuser in der Cranachstraße 27 und 29, wovon Letzteres 1973 abgerissen wurde, deren Kombination aus heimatlichen Stilelementen und expressionistischer Ausführung für Hamburger Verhältnisse seinerzeit ungewöhnlich war. Gemeinsam mit dem Bildhauer August Henneberger entwarf Gerntke 1925 das Gefallenen-Ehrenmal des Infanterie-Regiments 31 vor der St. Johanniskirche. Erhalten geblieben ist zudem das 1927/28 umgebaute Gebäude der Elbschloss-Brauerei an der Elbchaussee. Die Spätwerke Gerntkes sind zumeist nicht mehr vorhanden, darunter der Umbau der ehemaligen Schilleroper.

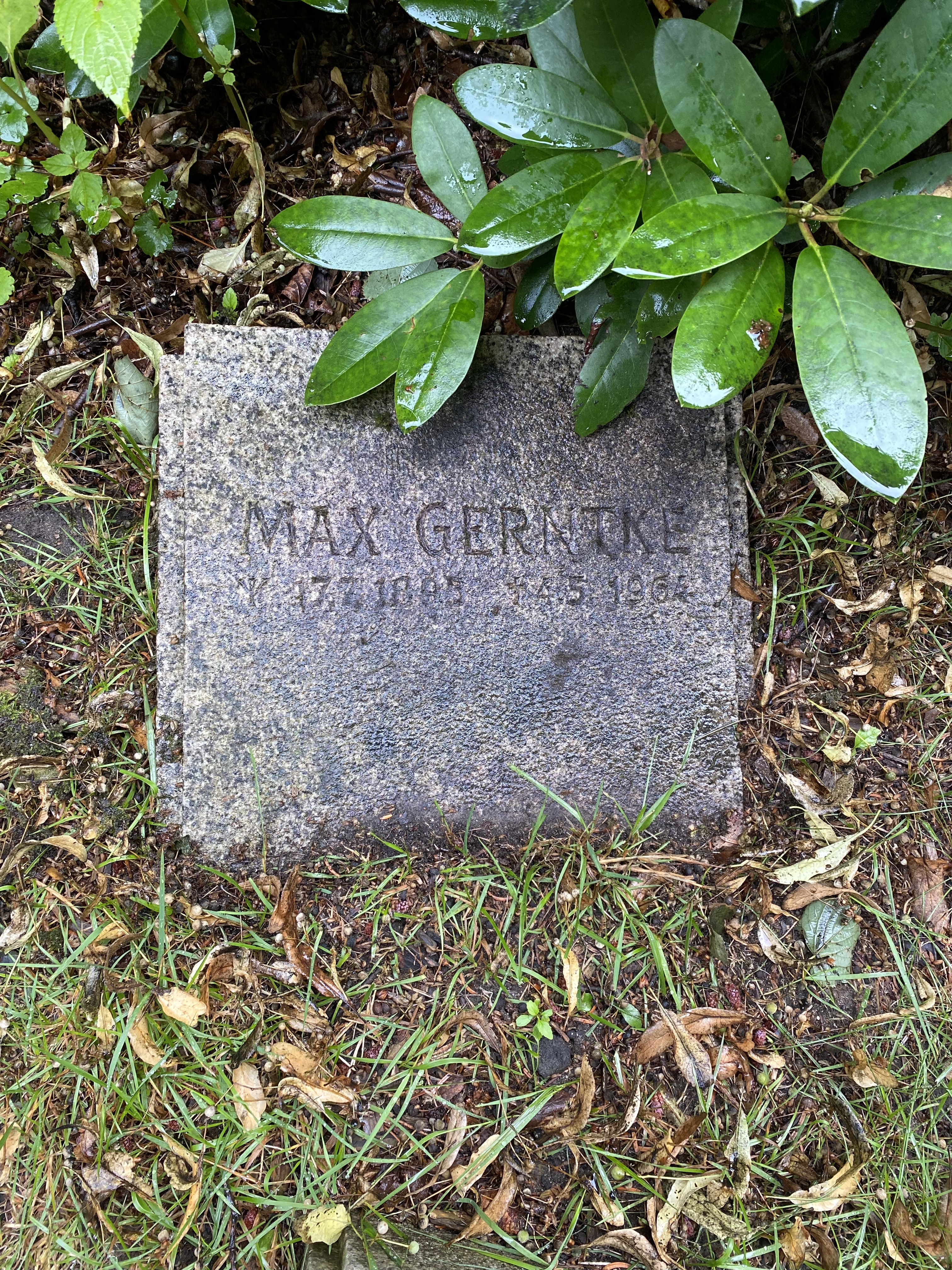
Kissenstein für Max Gerntke auf dem Friedhof Ohlsdorf

In seinen späteren Jahren war Gerntke weniger erfolgreich. Er baute zumeist für den gewerblichen Bereich oder widmete sich Innenausbauten. Nach Ende des Zweiten Weltkriegs begann er den Wiederaufbau des zerstörten Alsterpavillons, den Ferdinand Streb später umgestaltete. Gerntke besaß eine Dachwohnung in der Papenhuder Straße auf der Uhlenhorst, die als legendär gestaltet galt und in Teilen fotografisch dokumentiert ist. Weitere Bilder zeigen, dass der Architekt auch Künstlerfeste im Curiohaus mit viel Energie und Ironie dekorierte.
Gerntke, dessen Formensprache erst Jahrzehnte später wieder aufgegriffen wurde, starb am 4. Mai 1964 in seiner Geburtsstadt. Beigesetzt wurde er in der Familiengrabstätte auf dem Friedhof Ohlsdorf im Planquadrat W 6. 1979 wurde der Gerntkebogen in Nettelnburg, einem Ortsteil des Hamburger Stadtteils Bergedorf, nach ihm benannt.

## Bauten
- 1922: Villengruppe Gottorpstraße 3–7
- 1923: Fabrikanlage Waidmannstraße 16
- 1923: Häuser Cranachstraße 27–29
- vor 1926: Landhaus Herms in Othmarschen[2]
- vor 1926: Klubhaus des Groß-Flottbeker Tennis- und Hockey-Clubs[2]
- vor 1926: Doppelhaus Wolf in Groß-Flottbek[2]
- vor 1926: Landhaus Tümmler-Klee[2]
- vor 1926: Landhaus Neumann in Othmarschen[2]
- vor 1926: Landhaus Günther in Hochkamp[2]
- vor 1926: Restaurant St.-Pauli-Fährhaus[2]
- vor 1926: Restaurant Fischertal[2]

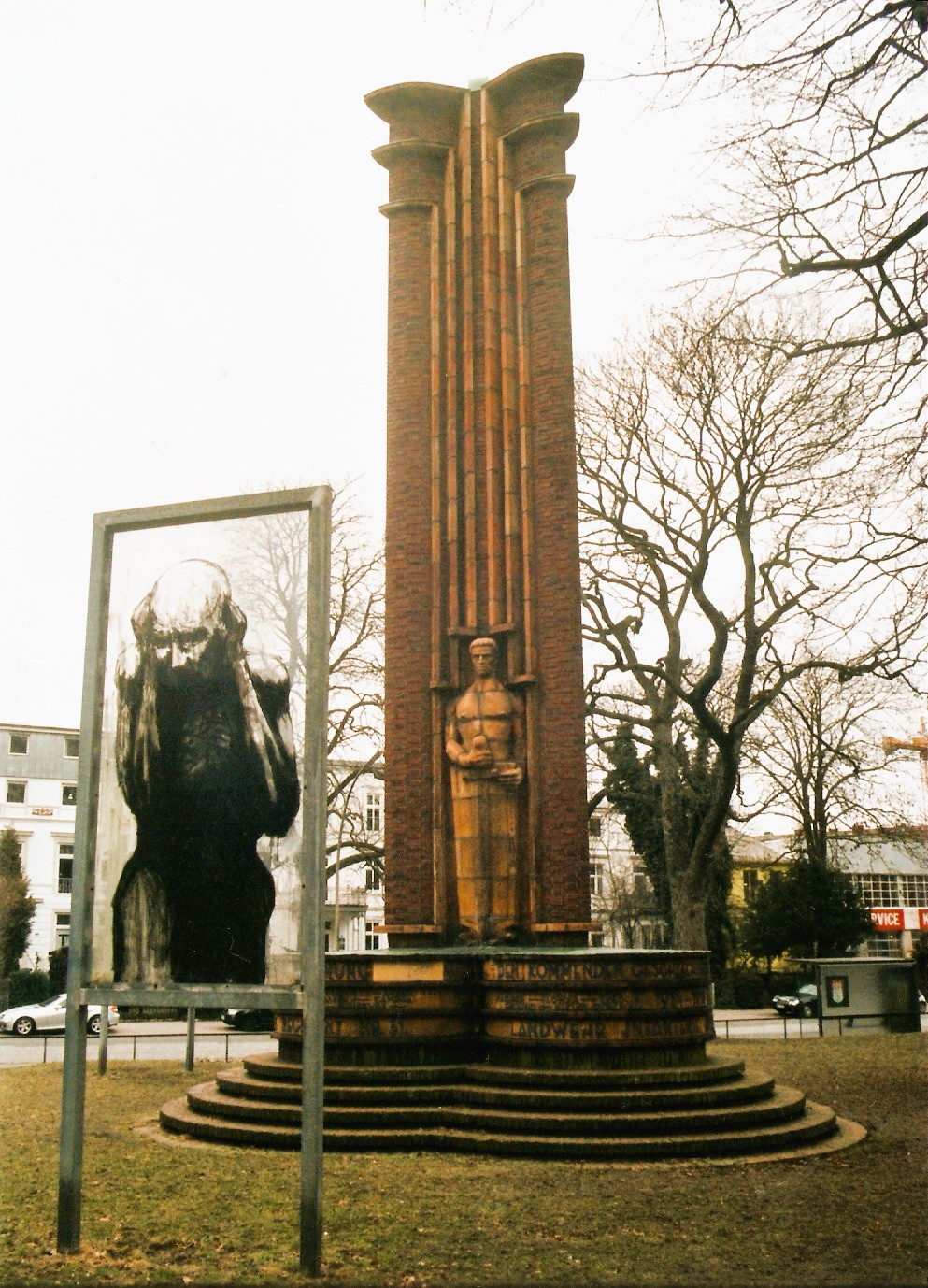
Gefallenen-Ehrenmal des Infanterie-Regiments 31 (1925)

- 1925: Gefallenen-Ehrenmal des Infanterie-Regiments 31[2]
- 1926: Haus Klaar Kimming in Sankt Peter-Ording (zusammen mit Heinrich Esselmann)[3]
- 1927–1928: Umbau der Elbschloss-Brauerei an der Elbchaussee
- 1927–1928: Wohn- und Geschäftshaus Winterhuder Marktplatz 10
- 1932: Umbau der Schilleroper